# Benzimidazol
Los benzimidazoles son hidrocarburos aromáticos y heterocíclicos, caracterizados por la fusión de benceno e imidazol. El compuesto benzimidazol más prominente en la naturaleza es el N-ribosil-dimetilbenzimidazol, que sirve como ligando axial del cobalto en la vitamina B12.
Por razón de que el benzimidazol es una extensión del elaborado sistema del imidazol, se ha empleado como esqueletos de carbono para los N-carbenos heterocíclicos, utilizados generalmente como ligandos para complejos con los metales de transición. A menudo son preparados al deprotonizar una sal benzimidazol N,N'-disustituidos en la posición 2 con una base.

## Preparación
La preparación del Benzimidazol disponible comercialmente se logra habitualmente con la condensación de la o-fenilendiamina con ácido fórmico, o el trimetilortoformiato equivalente:
C6H4(NH2)2 + HC(OCH3)3 → C6H4N(NH)CH + 3 CH3OH
Y al alterar el ácido carboxílico empleado para la reacción, este método generalmente es capaz de producir 2-benzimidazoles sustituidos.

## Farmacología
Los benzimidazoles son efectivos para el tratamiento de la ascariasis intestinal, aunque algunos autores están en contra de su administración en el primer año de vida y durante el embarazo debido a sus efectos teratogénicos en animales. Los agentes más comúnmente recomendadas son el albendazol y el mebendazol. La ivermectina y pirantel son alternativas, este último se sugiere para las pacientes embarazadas en quienes los probenzimidazoles están contraindicados. Un agente antihelmíntico producido en China, la tribendimidina (a una dosis de 300 mg), ha demostrado ser tan eficaz como el albendazol.
El albendazol disminuye la producción de ATP en el gusano, causando el agotamiento de la energía, la inmovilización inminente, y finalmente la muerte del mismo. El mebendazol produce la muerte del gusano bloqueando de forma selectiva y de forma irreversible la absorción de la glucosa y otros nutrientes a nivel del intestino, donde moran los helmintos.
El benomilo, conocido con el nombre comercial de Benlate® es un fungicida efectivo en contra de numerosas enfermedades de las plantas causadas por diversas especies de hongos. Otros benzimidazoles usados en la agronomía son el carbendazol, Bavistin® y el tiabendazol usado durante el transporte y almacenamiento de frutas para su protección.